# Џибути на Светском првенству у атлетици у дворани 2003.
Џибути је први пут учествовао на Светском првенству у атлетици у дворани 2003. одржаном у Бирмингему од 14. до 16. марта. Репрезентацију Џибутија представљао је један такмичар, који је се такмичио у трци на 1.500 метара.
Такмичар Џибутија није освојио ниједну медаљу али је оборио национални рекорд.

## Учесници
Мушкарци:
- Абдилахи Боух Моумин — 1.500 м

## Резултати

### Мушкарци
| Атлетичар            | Дисциплина | Лични рекорд | Квалификације | Квалификације | Финале               | Финале  | Детаљи |
| Атлетичар            | Дисциплина | Лични рекорд | Резултат      | Место         | Резултат             | Место   | Детаљи |
| -------------------- | ---------- | ------------ | ------------- | ------------- | -------------------- | ------- | ------ |
| Абдилахи Боух Моумин | 1.500 м    |              | 4:15,51 НР    | 9. у гр. 3    | Није се квалификовао | 26 / 26 |        |